# Glycydendron
Glycydendron es un género perteneciente a la familia de las euforbiáceas con dos especies de plantas.

## Taxonomía
El género fue descrito por Adolpho Ducke y publicado en Archivos do Jardim Botânico do Rio de Janeiro 3: 199. 1922. La especie tipo es: Glycydendron amazonicum Ducke

## Especies aceptadas
A continuación se brinda un listado de las especies del género Glycydendron aceptadas hasta octubre de 2012, ordenadas alfabéticamente. Para cada una se indica el nombre binomial seguido del autor, abreviado según las convenciones y usos.
- Glycydendron amazonicum Ducke
- Glycydendron espiritosantense Kuhlm.